# Liste der deutschen Abgeordneten zum EU-Parlament (1989–1994)
Die Liste der deutschen Abgeordneten zum EU-Parlament (1989–1994) listet alle deutschen Mitglieder des 3. Europäischen Parlaments nach der Europawahl in Deutschland 1989 sowie die vom Berliner Abgeordnetenhaus gewählten Mitglieder.

Nach der Wiedervereinigung entsandte der Deutsche Bundestag zudem am 21. Februar 1991 18 Beobachter aus dem Gebiet der ehemaligen DDR zum Europäischen Parlament.

## Mandatsstärke der Parteien zum Ende der Wahlperiode
- Grüne: 6
- SPE: 31
- RBW: 1
- LDR: 5
- NI: 4
- EVP-ED: 32
- DR: 2

| Nationale Partei                                  | Mandate | Fraktion |
| ------------------------------------------------- | ------- | --- |
| Christlich Demokratische Union Deutschlands (CDU) | 25      | Fraktion der Europäischen Volkspartei (EVP)Fraktion der Europäischen Volkspartei und europäischer Demokraten (EVP-ED) (ab Mai 1992) |
| Christlich-Soziale Union (CSU)                    | 07      | Fraktion der Europäischen Volkspartei (EVP)Fraktion der Europäischen Volkspartei und europäischer Demokraten (EVP-ED) (ab Mai 1992) |
| Sozialdemokratische Partei Deutschlands (SPD)     | 31      | Sozialistische Fraktion (SOC)Fraktion der Sozialdemokratischen Partei Europas (SPE) (ab 21. April 1993)                             |
| Bündnis 90/Die Grünen (Grüne)                     | 06      | Fraktion Die Grünen im Europäischen Parlament (Grüne)                                                                               |
| Freie Demokratische Partei (FDP)                  | 04      | Liberale und Demokratische Reformfraktion (LDR)                                                                                     |
| Die Republikaner (REP)                            | 01      | Fraktionslose Abgeordnete (NI) |
| Deutsche Liga für Volk und Heimat (DLVH)          | 01      | Fraktionslose Abgeordnete (NI) |
| Parteilose Abgeordnete (Unabh.)                   | 02      | Fraktionslose Abgeordnete (NI) |
| Parteilose Abgeordnete (Unabh.)                   | 02      | Technische Fraktion der Europäischen Rechten (DR)                                                                                   |
| Parteilose Abgeordnete (Unabh.)                   | 01      | Liberale und Demokratische Fraktion (LDR)                                                                                           |
| Parteilose Abgeordnete (Unabh.)                   | 01      | Regenbogenfraktion (RBW) |
| SUMME                                             | 81      | |

## Abgeordnete
| Bild                | Name                                   | Lebens- daten | Wahlkreis           | Partei      | Fraktion   | Kommentar |
| ------------------- | -------------------------------------- | ------------- | ------------------- | ----------- | ---------- | --- |
|                     | Siegbert Alber                         | 1936–2021     | Baden-Württemberg   | CDU         | EVP/EVP-ED | |
|                     | Mechthild von Alemann                  | 1937          | Bundesgebiet        | FDP         | LDR        | |
|                     | Reimer Böge                            | 1951          | Schleswig-Holstein  | CDU         | EVP/EVP-ED | |
|                     | Jürgen Brand                           | 1965          | Bayern              | CSU         | EVP-ED     | Am 16. November 1993 für Günther Müller nachgerückt |
|                     | Ursula Braun-Moser                     | 1937–2022     | Hessen              | CDU         | EVP/EVP-ED | Am 15. Januar 1990 für Axel Zarges nachgerückt |
|                     | Hiltrud Breyer                         | 1957          | Bundesgebiet        | Grüne       | Grüne      | [ A 2 ] |
|                     | Elmar Brok                             | 1946          | Nordrhein-Westfalen | CDU         | EVP/EVP-ED | |
|                     | Birgit Cramon Daiber                   | 1944          | Berlin              | Grüne       | Grüne      | [ A 2 ] |
|                     | Karl-Heinz Florenz                     | 1947          | Nordrhein-Westfalen | CDU         | EVP/EVP-ED | |
|                     | Ingo Friedrich                         | 1942          | Bayern              | CSU         | EVP/EVP-ED | |
|                     | Honor Funk                             | 1930–2022     | Baden-Württemberg   | CDU         | EVP/EVP-ED | |
|                     | Willi Görlach                          | 1940          | Bundesgebiet        | SPD         | SOC/SPE    | |
|                     | Friedrich-Wilhelm Graefe zu Baringdorf | 1942          | Bundesgebiet        | Grüne       | Grüne      | [ A 2 ] |
|                     | Lissy Gröner                           | 1954–2019     | Bundesgebiet        | SPD         | SOC/SPE    | |
|                     | Johanna Grund                          | 1934–2017     | Bundesgebiet        | REPUnabh.   | DRNI       | Gewählt für Die Republikaner, anschließend Mitglied der Technischen Fraktion der Europäischen Rechten, am 17. Februar 1991 aus der Partei ausgeschlossen und am 13. Mai 1991 aus der Fraktion ausgetreten                                                             |
|                     | Maren Günther                          | 1931          | Bayern              | CSU         | EVP-ED     | Am 31. August 1993 für Fritz Pirkl nachgerückt |
|                     | Otto von Habsburg                      | 1912–2011     | Bayern              | CSU         | EVP/EVP-ED | |
|                     | Helga Haller von Hallerstein           | 1927–2017     | Hessen              | CDU         | EVP-ED     | Am 27. Dezember 1993 für Bernhard Sälzer nachgerückt |
|                     | Klaus Hänsch                           | 1938          | Bundesgebiet        | SPD         | SOC/SPE    | |
|                     | Magdalene Hoff                         | 1940–2017     | Bundesgebiet        | SPD         | SOC/SPE    | |
|                     | Martin Holzfuß                         | 1925–2012     | Bundesgebiet        | FDP         | LDR        | |
|                     | Karsten Friedrich Hoppenstedt          | 1937          | Niedersachsen       | CDU         | EVP/EVP-ED | |
|                     | Georg Jarzembowski                     | 1947          | Hamburg             | CDU         | EVP/EVP-ED | Am 5. September 1991 für Hartmut Perschau nachgerückt |
|                     | Karin Junker                           | 1940          | Bundesgebiet        | SPD         | SOC/SPE    | |
|                     | Hedwig Keppelhoff-Wiechert             | 1939          | Nordrhein-Westfalen | CDU         | EVP/EVP-ED | |
|                     | Egon Klepsch                           | 1930–2010     | Rheinland-Pfalz     | CDU         | EVP/EVP-ED | Fraktionsvorsitzender bis 1992, danach Parlamentspräsident |
|                     | Heinz Köhler                           | 1942          | Bundesgebiet        | SPD         | SOC/SPE    | |
|                     | Klaus-Peter Köhler                     | 1943          | Bundesgebiet        | REPUnabh.   | DR         | Gewählt für Die Republikaner, am 17. Februar 1991 aus der Partei ausgetreten |
|                     | Annemarie Kuhn                         | 1937          | Bundesgebiet        | SPD         | SOC/SPE    | Am 22. Dezember 1990 für Beate Weber nachgerückt |
|                     | Brigitte Langenhagen                   | 1939          | Niedersachsen       | CDU         | EVP/EVP-ED | Am 25. November 1990 für Werner Münch nachgerückt |
|                     | Horst Langes                           | 1928          | Rheinland-Pfalz     | CDU         | EVP/EVP-ED | |
|                     | Gerd Ludwig Lemmer                     | 1925–2016     | Nordrhein-Westfalen | CDU         | EVP/EVP-ED | |
|                     | Marlene Lenz                           | 1932          | Nordrhein-Westfalen | CDU         | EVP/EVP-ED | |
|                     | Rolf Linkohr                           | 1941–2017     | Bundesgebiet        | SPD         | SOC/SPE    | |
|                     | Rudolf Luster                          | 1921–2000     | Berlin              | CDU         | EVP/EVP-ED | |
|                     | Günter Lüttge                          | 1938–2000     | Bundesgebiet        | SPD         | SOC/SPE    | |
|                     | Gepa Maibaum                           | 1935–2007     | Bundesgebiet        | SPD         | SOC/SPE    | |
|                     | Kurt Malangré                          | 1934–2018     | Nordrhein-Westfalen | CDU         | EVP/EVP-ED | |
|                     | Winfried Menrad                        | 1939–2016     | Baden-Württemberg   | CDU         | EVP/EVP-ED | |
|                     | Friedrich Merz                         | 1955          | Nordrhein-Westfalen | CDU         | EVP/EVP-ED | |
|                     | Karl-Heinrich Mihr                     | 1935          | Bundesgebiet        | SPD         | SOC/SPE    | |
|                     | Gerd Müller                            | 1955          | Bayern              | CSU         | EVP/EVP-ED | |
|                     | Harald Neubauer                        | 1951–2021     | Bundesgebiet        | REPDLVH     | DRNI       | Gewählt für Die Republikaner, anschließend Mitglied der Technischen Fraktion der Europäischen Rechten, am 17. Februar 1991 aus der Partei ausgeschlossen, ab dem 1. Januar 1993 Mitglied der selbst gegründeten DLVH; am 30. Januar 1994 aus der Fraktion ausgetreten |
|                     | Leyla Onur                             | 1945          | Bundesgebiet        | SPD         | SOC/SPE    | |
|                     | Doris Pack                             | 1942          | Saarland            | CDU         | EVP/EVP-ED | |
|                     | Karl Partsch                           | 1922–2009     | Bundesgebiet        | Unabh.      | GrüneLDR   | Gewählt als parteiloses Mitglied auf der Liste der Grünen, anschließend Mitglied der Grünen-Fraktion, am 20. November 1991 Übertritt zur LDR-Fraktion |
|                     | Helwin Peter                           | 1941          | Bundesgebiet        | SPD         | SOC/SPE    | |
|                     | Johannes Wilhelm Peters                | 1927–1999     | Bundesgebiet        | SPD         | SOC/SPE    | |
|                     | Willi Piecyk                           | 1948–2008     | Bundesgebiet        | SPD         | SOC/SPE    | Am 11. Mai 1992 für Gerd Walter nachgerückt |
|                     | Dorothee Piermont                      | 1943          | Bundesgebiet        | GrüneUnabh. | GrüneRBW   | Gewählt für Die Grünen, anschließend Mitglied der Grünen-Fraktion, am 24. September 1989 Übertritt zur Regenbogen-Fraktion, zu Beginn des Jahres 1990 aus der Partei ausgetreten                                                                                      |
|                     | Hans-Gert Pöttering                    | 1945          | Niedersachsen       | CDU         | EVP/EVP-ED | |
|                     | Godelieve Quisthoudt-Rowohl            | 1947          | Niedersachsen       | CDU         | EVP/EVP-ED | |
|                     | Eva Quistorp                           | 1945          | Bundesgebiet        | Grüne       | Grüne      | [ A 2 ] |
|                     | Christa Randzio-Plath                  | 1940          | Bundesgebiet        | SPD         | SOC/SPE    | |
|                     | Günter Rinsche                         | 1930–2019     | Nordrhein-Westfalen | CDU         | EVP/EVP-ED | |
|                     | Dieter Rogalla                         | 1927–2013     | Bundesgebiet        | SPD         | SOC/SPE    | |
|                     | Claudia Roth                           | 1955          | Bundesgebiet        | Grüne       | Grüne      | [ A 2 ] |
|                     | Dagmar Roth-Behrendt                   | 1953          | Berlin              | SPD         | SOC/SPE    | |
|                     | Mechthild Rothe                        | 1947          | Bundesgebiet        | SPD         | SOC/SPE    | |
|                     | Willi Rothley                          | 1943          | Bundesgebiet        | SPD         | SOC/SPE    | |
|                     | Jannis Sakellariou                     | 1939–2019     | Bundesgebiet        | SPD         | SOC/SPE    | |
|                     | Heinke Salisch                         | 1941          | Bundesgebiet        | SPD         | SOC/SPE    | |
|                     | Detlev Samland                         | 1953–2009     | Bundesgebiet        | SPD         | SOC/SPE    | |
|                     | Edgar Schiedermeier                    | 1936          | Bayern              | CSU         | EVP-ED     | Am 5. Juli 1993 für Reinhold Bocklet nachgerückt. |
|                     | Dieter Schinzel                        | 1942–2024     | Bundesgebiet        | SPD         | SOC/SPE    | |
|                     | Emil Schlee                            | 1922–2009     | Bundesgebiet        | REPUnabh.   | DRNI       | Gewählt für Die Republikaner, anschließend Mitglied der Technischen Fraktion der Europäischen Rechten, am 23. April 1991 aus Partei und Fraktion ausgetreten |
|                     | Ursula Schleicher                      | 1933          | Bayern              | CSU         | EVP/EVP-ED | |
|                     | Gerhard Schmid                         | 1946          | Bundesgebiet        | SPD         | SOC/SPE    | |
|                     | Barbara Schmidbauer                    | 1937          | Bundesgebiet        | SPD         | SOC/SPE    | |
|                     | Hans-Günter Schodruch                  | 1926–1999     | Bundesgebiet        | REPUnabh.   | DR         | Gewählt für Die Republikaner, am 17. Februar 1991 aus der Partei ausgetreten |
|                     | Franz Schönhuber                       | 1923–2005     | Bundesgebiet        | REP         | DRNI       | Bis zum 10. Dezember 1990 Mitglied der Technischen Fraktion der Europäischen Rechten |
|                     | Barbara Simons                         | 1929          | Bundesgebiet        | SPD         | SOC/SPE    | |
|                     | Wilfried Telkämper                     | 1953          | Bundesgebiet        | Grüne       | Grüne      | [ A 2 ] |
|                     | Diemut Theato                          | 1937          | Baden-Württemberg   | CDU         | EVP/EVP-ED | |
|                     | Günter Topmann                         | 1934–2024     | Bundesgebiet        | SPD         | SOC/SPE    | |
|                     | Kurt Vittinghoff                       | 1928–2011     | Bundesgebiet        | SPD         | SOC/SPE    | |
| Manfred Vohrer 2020 | Manfred Vohrer                         | 1941          | Bundesgebiet        | FDP         | LDR        | |
|                     | Thomas von der Vring                   | 1937          | Bundesgebiet        | SPD         | SOC/SPE    | |
|                     | Rüdiger von Wechmar                    | 1923–2007     | Bundesgebiet        | FDP         | LDR        | |
|                     | Klaus Wettig                           | 1940          | Bundesgebiet        | SPD         | SOC/SPE    | |
|                     | Karl von Wogau                         | 1941          | Baden-Württemberg   | CDU         | EVP/EVP-ED | |

### Ausgeschiedene Abgeordnete
| Bild | Name                                      | Lebens- daten | Wahlkreis     | Partei | Fraktion   | Kommentar |
| ---- | ----------------------------------------- | ------------- | ------------- | ------ | ---------- | --- |
|      | Reinhold Bocklet                          | 1943          | Bayern        | CSU    | EVP/EVP-ED | Ausgeschieden am 24. Juni 1993                                                                                   |
|      | Günther Müller                            | 1934–1997     | Bayern        | CSU    | EVP-ED     | Am 4. Dezember 1992 für Franz Ludwig Schenk Graf von Stauffenberg nachgerückt, ausgeschieden am 6. November 1993 |
|      | Werner Münch                              | 1940          | Niedersachsen | CDU    | EVP        | Ausgeschieden am 19. November 1990                                                                               |
|      | Hartmut Perschau                          | 1942–2022     | Hamburg       | CDU    | EVP        | Ausgeschieden am 10. Juli 1991                                                                                   |
|      | Fritz Pirkl                               | 1925–1993     | Bayern        | CSU    | EVP/EVP-ED | † 19. August 1993                                                                                                |
|      | Bernhard Sälzer                           | 1940–1993     | Hessen        | CDU    | EVP/EVP-ED | † 18. Dezember 1993                                                                                              |
|      | Franz Ludwig Schenk Graf von Stauffenberg | 1938          | Bayern        | CSU    | EVP/EVP-ED | Ausgeschieden am 30. November 1992                                                                               |
|      | Gerd Walter                               | 1949          | Bundesgebiet  | SPD    | SOC        | Ausgeschieden am 7. Mai 1992                                                                                     |
|      | Beate Weber                               | 1943          | Bundesgebiet  | SPD    | SOC        | Ausgeschieden am 14. Dezember 1990                                                                               |
|      | Axel Zarges                               | 1932–1989     | Hessen        | CDU    | EVP        | † 29. Dezember 1989                                                                                              |

## Beobachter (ab 1991)
| Bild | Name                   | Lebens- daten | Partei            | Kommentar                                                                   |
| ---- | ---------------------- | ------------- | ----------------- | --------------------------------------------------------------------------- |
|      | Rolf Berend            | 1943          | CDU               |                                                                             |
|      | Gerhard Botz           | 1955          | SPD               |                                                                             |
|      | Wolfgang Fiedler       | 1951          | CDU               | Ausgeschieden 1992                                                          |
|      | Anne-Karin Glase       | 1954          | CDU               |                                                                             |
|      | Lutz Goepel            | 1942          | CDU               |                                                                             |
|      | Karl Hagemann          | 1941–2019     | CDU               |                                                                             |
|      | Sylvia-Yvonne Kaufmann | 1955          | PDS               |                                                                             |
|      | Norbert Kertscher      | 1954          | PDS               |                                                                             |
|      | Lothar Klein           | 1956          | DSU (bis 1993)CDU | Nachgerückt für Gotthard Voigt; gewählt über die Liste der CDU/CSU-Fraktion |
|      | Dieter-Lebrecht Koch   | 1953          | CDU               |                                                                             |
|      | Albert Kosler          | 1933–2018     | CDU               | Nachgerückt für Wolfgang Fiedler                                            |
|      | Constanze Krehl        | 1956          | SPD               |                                                                             |
|      | Hanns-Ulrich Meisel    | 1943          | Grüne             |                                                                             |
|      | Edelbert Richter       | 1943–2021     | SPD               |                                                                             |
|      | Walter Romberg         | 1928–2014     | SPD               |                                                                             |
|      | Jürgen Schröder        | 1940          | CDU               |                                                                             |
|      | Ulrich Stockmann       | 1951          | SPD               |                                                                             |
|      | Hans-Peter Thietz      | 1934–2018     | FDP               |                                                                             |
|      | Stanislaw Tillich      | 1959          | CDU               |                                                                             |
|      | Gotthard Voigt         | 1928–1991     | DSU               | † 10. Juni 1991; gewählt über die Liste der CDU/CSU-Fraktion                |